# Jenő Adorján
Jenő Adorján (Nagykároly (comtat de Satu Mare), 24 de març, 1874 – Gödöllő (comtat de Pest), 18 de setembre, 1903), fou un violinista i compositor hongarès.
Va ser alumne de Joseph Joachim i Jenő Hubay. Va treballar a París, Lübeck, després a l'Òpera de Düsseldorf i a l'Orquestra de la Ciutat com a concertino. Va compondre peces i exercicis per a violí.

## Curiositats
Dezső Szomory, l'autor de La novel·la parisenca, el recorda com aquell que comparteix generosament els francs de la misèria amb ell, i amb qui empenyoren el violí Amati a la "muntanya de la misericòrdia". En el seu assaig de 1925 Cartes a un amic, publicat a Nyugat, l'escriptor amb coneixements musicals descriu la seva trobada a París amb Adorján, un compatriota pobre, que l'estalvia de relliscar donant-li una entrada de teatre per a una representació d'Offenbach. Szomory està tan emocionat que comença a escriure el seu nou drama al moment. Alguns el van anomenar el virtuós difús de la monarquia austrohongaresa.

## Més informació
- L'epopeia de la nostàlgia
- Dezső Szomory: Cartes a un amic